# فرودگاه کارلووس پریت
فرودگاه کارلووس پریت (به انگلیسی: Carlos Prates Airport) (به زبان بومی: Aeroporto Carlos Prates) یک فرودگاه همگانی مسافربری است که یک باند فرود آسفالت دارد و طول باند آن ۹۲۸ متر است. این فرودگاه در شهر بلو هوریزونته کشور برزیل قرار دارد و در ارتفاع ۹۲۸ متری از سطح دریا واقع شده است.